# Saint-Denis-de-Jouhet

Saint-Denis-de-Jouhet este o comună în departamentul Indre, Franța. În 1 ianuarie 2022 avea o populație de 969 de locuitori.